# Blönduós flygplats
Blönduós flygplats är en flygplats på Island. Den ligger i regionen Norðurland vestra, i den nordvästra delen av landet. 
Akur flygfält öppnade 1949, hade en 1400×50 meters nord-sydlig landningsbana och låg intill sjön Húnavatn. Ennismelar flygfält öppnade 1965, hade en 600×25 meters bana i väst-östlig riktning och låg norr om staden. Båda var i drift fram till hösten 1973, då det nya flygfältet vid Hjaltabakki gård invigdes. Terminalbyggnaden från Akur flygfält från 1951 togs hit och fortsatte att användas till 1989. Sedan antalet passagerare hade sjunkit från över 4 000 personer till under 1 000 stoppades reguljärflyget och återupptogs inte. Flygplatsen används då och då för ambulansflygningar. Akureyri flygplats är den närmaste flygplatsen med reguljära flygningar. Den ligger 144 kilometer från Blönduós.